# Francesco Di Frisco
Francesco Di Frisco (* 26. Mai 1987 in Stuttgart) ist ein ehemaliger italienisch-deutscher Fußballspieler.

## Karriere
In der Jugend wechselte Francesco Di Frisco 2000 von den Stuttgarter Kickers zum VfB Stuttgart. 2004 ging Di Frisco zur U-17 der Stuttgarter Kickers und wurde da Torschützenkönig der damaligen Regionalliga Süd. 2005 schloss er sich der SpVgg Unterhaching und trainierte als 17-Jähriger in der Zweitliga-Mannschaft von Andreas Brehme mit. Nach nur einem Jahr wechselte er zur TSG Hoffenheim. 2007 wechselte Francesco Di Frisco nach Reutlingen. Nach einem erfolgreichen Jahr in der Regionalliga Süd wechselte Francesco Di Frisco zum VfB Lübeck und erhielt dort mit nur 19 Jahren das Trikot mit der Nr. 10. Im Januar 2008 unterschrieb Di Frisco einen Vertrag beim FC Gossau. Dort absolvierte er sechs Einsätze in der Challenge League. Nachdem er längere Zeit beim 1. FC Nürnberg war, schloss sich Francesco Di Frisco 2010 Manfredonia Calcio an. Im Januar 2011 wechselte er zum FC Grenchen, den er nach einem halben Jahr wieder Richtung Ankaragücü in der Türkei verließ. In der Saison 2011/12 hielt er sich beim SV Bonlanden fit. und musste in jungen Jahren die Karriere verletzungsbedingt beenden. 
Nach Ende seiner Profikarriere war Di Frisco als DFB-lizenzierter Spielervermittler aktiv. Von 2022 bis 2023 war er Cheftrainer des württembergischen Verbandsligisten Calcio Leinfelden-Echterdingen.